# USS Biscayne
L'USS Biscayne (AVP-11), plus tard AGC-18, est un transport d'hydravions de la classe Barnegat (en) en service dans la marine américaine en service en tant que transport d'hydravions de 1941 à 1943 et en tant que navire amiral de la force amphibie de 1943 à 1946, participant ainsi aux opérations de la Seconde Guerre mondiale. Transféré dans l'United States Coast Guard après la guerre, il reprit du service dans l'United States Coast Guard Cutter (en) sous le nom d'USCGC Dexter (WAGC-18), plus tard WAVP-385 et WHEC-385, de 1946 à 1952 et de 1958 à 1968.